# Lucio Concha Silva
Lucio Miguel Concha Silva; (Talca, 28 de noviembre de 1833 - Santiago, 7 de agosto de 1907). Agricultor y político conservador chileno. Hijo de Ambrosio Concha Bravo de Naveda y Concepción Silva Bravo de Naveda. Contrajo matrimonio con Emilia Cortínez Fuentes.
Fue educado en el Liceo de Talca (actual Liceo Abate Molina) y en el Instituto Nacional. Ingresó luego a la Facultad de Ingeniería de la Universidad de Chile, donde egresó como Ingeniero, experto en Obras hidráulicas (1856). Se desempeñó como encargado de trabajos en el río Mapocho.
Fue miembro del Partido Conservador y fue elegido Diputado suplente por Linares, Parral y Loncomilla (1888), pero no logró incorporarse. Luego, fue elegido nuevamente Diputado, esta vez en propiedad por la misma agrupación departamental (1891-1894), formando parte de la comisión permanente de Hacienda e Industrias. 